# Рингвуд (Илиноис)
Рингвуд (енгл. Ringwood) град је у америчкој савезној држави Илиноис.

## Демографија
По попису из 2010. године број становника је 836, што је 365 (77,5%) становника више него 2000. године.
| Група             | 2000.       | 2010.       |
| Белци             | 464 (98,5%) | 789 (94,4%) |
| Афроамериканци    | 1 (0,2%)    | 7 (0,8%)    |
| Азијати           | 3 (0,6%)    | 2 (0,2%)    |
| Хиспаноамериканци | 2 (0,4%)    | 25 (3,0%)   |
| Укупно            | 471         | 836         |